# 前野且龍
前野 且龍（まえの かつたつ）は、江戸時代の武士で、阿波徳島藩に仕えた。通称は悦十郎で、阿波前野氏辰定系四代目当主で、淡路国において知行400石を領した。

## 生涯
且龍は、阿波徳島藩士の前野庄右衛門且朝の嫡男に生まれる。母は後妻である村瀨又右衛門長恒の娘である。
初め前野悦之助と名乗り、後に前野悦十郎と改めた。諱は通し字の「且」の字をとって且龍と称した。嶋實兵衛重昌の娘を正室に迎えたとされる。
享保17年（1732年）3月6日、父の且朝が病死すると、同年5月14日に父の家督を継承した。淡路国由良浦に屋敷を持っていたが江戸に在したという。病気が重かったために川田澁信の次男の京助（後の前野且清）を養子に迎え、妹婿とした。且清の母は前野且朝の妹であり、且龍からは従兄弟にあたる。
寛保3年（1743年）4月22日、病死した。

## 氏族
前野氏は、良岑朝臣の末裔である尾張国二宮大縣神社大宮司家の立木田家から派生する。苗字は、立木田高成が上総広常の娘を賜り、二人の子である高長が、母親の生地（常陸国筑波郡前野）の地名にちなんでその地を前野村（尾張国丹羽郡前野村（現在の愛知県江南市前野町〜大口町辺り））と称し、四代目時綱の代から正式に前野を名乗ったことに始まる。阿波前野氏辰定系は血統上は藤原北家利仁流富樫氏族坪内氏の系統にあたる。富樫氏は加賀国の守護大名であり、坪内家は加賀から尾張へ移住した富樫家の分家にあたる。また、この系統上の前野庄九郎重純は出羽国秋田郡前野の地から私的に前野の名を称している。丸に洲浜紋を定紋とした。

## 系譜
- 祖父：前野角兵衛且辰
- 父：前野庄右衛門且朝
- 母：村瀨又右衛門長恒娘（後妻）
- 妻：嶋實兵衛重昌娘[2]
  - 養子：前野角兵衛且清（妹婿）